# Alex Moffat
Alexander Everett Moffat, född 25 mars 1982 i Chicago, Illinois, är en amerikansk komiker och skådespelare. Mellan 2016 och 2022 var han en del av den fasta ensemblen i sketchprogrammet Saturday Night Live.

## Biografi
Moffat avlade examen vid Denison University i Ohio 2004.
Moffat inledde sin karriär som ståuppkomiker innan han anställdes av Saturday Night Live 2016. I programmet imiterade han bland annat Eric Trump och Mark Zuckerberg. Moffat har även skådespelat i TV-serier som The Bear (2023) och Bad Monkey (2024). År 2023 debuterade han på Broadway i pjäsen The Cottage.